# ضمور جهازي متعدد
الضمور الجهازي المتعدد (MSA) هو اضطراب عصبي تنكسي
الضمور الجهازي المتعدد مرتبط بانتكاس الخلايا العصبية في أماكن معينة في الدماغ. وهذه الخلايا المنتكسة تسبب مشاكل في الحركة والتوازن وظائف الجسم اللارادية كالتحكم بالمثانة وتنظيم ضغط الدم. وسبب الضمور الجهازي المتعدد غير معروف بشكل قاطع ولم تحدد عوامل الخطر بالرغم من ان الابحاث تشير إلى ان شكل بريون من البروتين الفا سينوكلين قد يكون سبب هذا المرض.
حوالي 55% من الحالات تصيب الرجال وعند عمر محدد من أواخر سن الخمسينات حتى بداية الستينات. وغالبا مايكون لمرض الضمور الجهازي المتعدد اعراضاَ مشابهة لمرض داء باركنسون. وبالرغم من ذلك، يظهر مرضى الضمور الجهازي المتعدد بشكل عام استجابة بطيئة لأدوية داء باركنسون.
يختلف مرض الضمور الجهازي المتعدد عن متلازمة البروتينوباثي المتعدد الأكثر شيوعاَ. كما لا ينبغي الخلط بين مصطلحي متلازمة الاختلال الوظيفي في الاعضاء المتعدد ومتلازمة اختلال النظام المتعدد لاعضاء الجسم والتي تعتبر مصطلحات حديثة ودقيقة لفشل العديد من أجهزة الجسم، وفشل النظام الجهازي المتعدد. وهي غالباَ تعتبر مضاعفات مميتة للصدمة الانتانية (بسبب تسمم حاد، أو التهاب جهازي انتشر إلى مجرى الدم) أو غيرها من الإلتهابات والإصابات الخطيرة.

## التصنيف
استخدمت العديد من المصطلحات على مر التاريخ للإشارة إلى هذا الاضطراب، استناداُ إلى الأنظمة السائدة المقدمة. حيث تشمل ضُمورُ الزَّيتونَةِ والجِسْرِ والمُخَيخ (OPCA) ومتلازمة شاي دراجر (SDS) وانتكاس مَخَطَّطِيٌّ سَوْدَائِيّ (متعلق بألياف من الجسم المخطط إلى المادة السوداء) (SND) والتي اعتبرت مرة انها اضطرابات منفصلة.
وقد تم إسقاط هذه المصطلحات والفوارق في الآونة الأخيرة (سنة 1996 وما بعدها) في الاستخدام الطبي واستبدال مرض الضمور الجهازي MSA وفروعه، ولكنها مفيدة لفهم تاريخ هذا المرض:
| الاسم التاريخي                      | الخواص | الاختصارات والاسم الحديث |
| ----------------------------------- | --- | --- |
| انتكاس مخططي سودائي                 | سيطرة اعراض تشبة مرض باركنسون                                                                                                 | MSA، "P" = نوع فرعي باركنسوني |
| ضمور زيتوني جسري مخيخي متقطع (OPCA) | يتميز بترنح تدريجي (عدم القدرة على تنسيق الحركات العضلية الطوعية) من المشي وتحريك الذراع وعسر التلفظ (صعوبة في تحديد الكلمات) | MSA-C، "C" = نوع فرعي للخلل المخيخي |
| متلازمة شاي-دراجر                   | تتميز بالباركنسونية بالاضافة إلى فشل واضح جداً في الجهاز العصبي اللاإرادي                                                      | لم يعد هذا المصطلح يستخدم ولم يتم تحديده في ورقة الإجماع 2007. وهذا الإجماع السابق من 1998 المشار إليه بMSA-A "" = نوع فرعي لخلل الوظائف التلقائية ولكن هذا النوع الفرعي لم يعد يستخدم. |

وضعت معايير المصطلحات والتشخيص الحالية لهذا المرض عام 2007 خلال مؤتمر للخبراء حول المرض والمنصوص عليها في "بيان الإجماع الثاني في تشخيص مرض الضمور الجهازي المتعدد.
يحدد بيان الإجماع الثاني فئتين من مرض الضمور الجهازي MSA، استناداً إلى الأعراض الغالبة للمرض في وقت التقييم. وهذه هي:
- MSAمرض الضمور الجهازي مع الرعاش السائد (MSA-P) MSA-P:

والذي يعرف بأنه مرض الضمور الجهازي المتعدد MSA التي تسود فيه ميزاته خارج السبيل الهرمي، وايضاً مصطلح انحطاط مخططي سودائي والمرض الباركنسوني البديل ويستخدم أحيانا لهذه الفئة من MSA.
- MSA مع مميزات المخيخ (MSA-C):

ويعرف MSA-C بأنه مرض الضمور الجهازي المتعدد MSA الذي يسوده رنح مخيخي، ويسمى في بعض الأحيان ضمور زيتوني جسري مخيخي متقطع.

## العلامات والاعراض
يتميز مرض الضمور الجهازي المتعدد عن طريق الجمع بين مايلي والتي قد تظهر في أي مجموعة. لان الاشخاص المصابين بالضمور الجهازي المتعدد غالباَ مايعانون من «متلازمة تعذر الحركة» (أي بطء في بدء الحركة مشابة لداء باركنسون) وحيث وجد ان 62% في العرض الأول غالباَ ما تصنف إلى أمراض يشار اليها بمتلازمة داء براكنسون)
- خلل الوظائف التلقائية
- الرعاش (تصلب العضلات + الهزة والحركة البطيئة)
- الترنح (ضعف تنسيق الجسم + المشي الغير مستقر)

وفي بعض الاحيان يستخدم مصطلح متلازمة شاي دراجر عند حدوث الفشل اللاإرادي، بالرغم من ان هذا المصطلح لايستخدم في الوقت الحالي نظراَ للتغيرات في المصطلح الموضحة ادناه.
وقد يظهر تغير في الخصائص المجتمعة لمرض الضمور الجهازي المتعدد وداء اجسام ليوي.

## العرض الاولي
أول علامة شائعة لمرض الضمور الجهازي المتعدد هو ظهور متلازمة تعذر الحركة (أي بطء في بدء الحركة مشابة لداء باركنسون) والموجود بنسبة 62% في العرض الأول. تتضمن العلامات الأخرى الشائعة مشاكل في التوازن (ترنح المخيخ) وهي موجود بنسبة 22% في العرض الأول وتليها مشاكل الجهاز البولي (9%). بالنسبة للرجال، فإن ضعف الانتصاب يكون أول علامة ظاهرة (عدم القدرة على تحقيق أو الاحتفاظ بالانتصاب) وقد افيد بان النساء يعانون من انخفاض في حساسية الاعضاء التناسلية. وغالبا مايعاني كلا من الرجال والنساء من مشاكل في المثانة تتضمن تفريغ طارئ ومتكرر وغير مكتمل للمثانة أو عدم القدرة على التبول (الاحتباس). حوالي 1 من 5 من المصابين بالضمور الجهازي المتعدد يقعون في أول سنة لهم مع المرض.

## التطور
وفي حال تقدم المرض فإن واحد من الأعراض الثلاث التالية قد تظهر، وهي:
1. الرعاش (حركة بطيئة وصلبة حيث تصبح الكتابة صغيرة وعنكبوتيه).
2. اضطراب في وظائف المخيخ (صعوبة تنسيق الحركة والتوازن).
3. خلل في الجهاز العصبي اللاإرادي (خلل في وظائف الجسم اللاإرادية)، بما فيها:
4. انخفاض ضغط الدم الوضعي أو الانتصابي مما يؤدي إلى الدوخة والإغماء عند الوقوف.
5. سلس البول أو احتباس البول.
6. العجز الجنسي.
7. الإمساك.
8. شلل الحبال الصوتية.
9. جفاف الفم والجلد.
10. صعوبة في تنظيم درجة حرارة الجسم نتيجة لنقص التعرق في جميع أجزاء الجسم.
11. شخير بصوت عال أو تنفس غير طبيعي أو صرير شهيقي أثناء النوم.
12. اضطرابات نوم أخرى بما في ذلك توقف التنفس أثناء النوم، واضطراب السلوك.

وقد تحدث أعراض أخرى مثل الرؤية المزدوجة، ولا يعاني جميع المرضى من جميع هذه الأعراض.
ولكن قد يعاني بعض المرضى (20% في دراسة واحدة) مشاكل واضحة في الإدراك نتيجة للضمور الجهازي المتعدد MSA.

## علم الوراثة
اظهرت إحدى الدراسات وجود علاقة بين ازالة جينات في مناطق جينية محددة وتطور مرض الضمور الجهازي المتعدد MSA في مجموعة من المرضى اليابانيين. وتشمل هذه المنطقة الجين SHC2 الموجود في الفئران والجرذان والذي لديه وظيفة في الجهاز العصبي. ولقد افترض واضعي هذه الدراسة انه قد يكون هناك علاقة بين ازالة الجين SHC2 وتطور مرض الضمور الجهازي المتعدد MSA. (انظر إلى اختلاف نسخة العدد للمناقشة العامة في ازالة الجين والتباين في عدد النسخ في واحد أو أكثر من اجزاء الحمض النووي.)
وكانت الدراسة التابعة غير قادرة على تكرار النتيجة في المرضى الأمريكيين، وقد استنتج واضعو الدراسة الأمريكية بأن النتائج تشير إلى ان ازالة الجين SHC2 يكمن ورائه، ان وجد، حالات تتميز جيداَ بمرض الضمور الجهازي المتعدد MSA في سكان الولايات المتحدة. وهي تناقض التجربة اليابانية التي ذكرها ساساكي والتي من المحتمل انها تعكس عدم تجانس هذا المرض في خلفيات وراثية مختلفة.

## آلية هذا المرض
يمكن تفسير الضمور الجهازي المتعدد بفقدان خلية ودباق أو انتشار الخلايا النجمية في المناطق المتضررة من الجهاز العصبي المركزي. ويشكل هذا التلف ندبة والتي وصفت لاحقا بالندبة الدبقية. وفي الوقت الراهن، لا يمكن التأكد من تشخيص مرض الضمور الجهازي المتعدد MSA الا بعد الوفاة عندما تكون مُشْتَمَلاَتٌ الجثث السيتوبلازمية الدبقية مرئية (المُشْتَمَلاَتٌ السيتوبلازمية الدبقية / GCIs). تكون هذه الهياكل الدبقية واضحة عندما تفحص أنسجة المخ لشخص مصاب بمرض الضمور الجهازي المتعدد MSA تحت المجهر والذي يؤكد التشخيص، ووجود هذه الشوائب (المعروف أيضا باسم جسيمات لانتوس البابُوفِيَّة) في الحركة والتوازن ومراكز التحكم الارادي في الدماغ هي السمة المميزة النسيجية لمرض الضمور الجهازي المتعدد MSA. أظهرت الدراسات الحديثة أن العنصر الاساسي الخيطي للدبقية والشوائب السيتوبلازمية العصبية هو ألفا سينيوكلين. وقد تلعب هذه الطفرات دورا في هذا المرض حيث قد عثر على بروتينات تاو في بعض (المُشْتَمَلاَتٌ السيتوبلازمية الدبقيه)GCIs.
وتشير دراسة في عام 2015 إلى وجود نوع جديد من بريون بروتين يسمى ألفا سينيوكلين والذي قد يكون العامل المسبب لهذا المرض.

## التشخيص
ويشكل تشخيص مرض الضمور الجهازي المتعدد MSA تحدياُ كبيراُ حيث لا يوجد اختبار يؤكد التشخيص في المرضى الذين على قيد الحياة. وقد تم تحديد معايير التشخيص السريري في عام 1998 وتحديثها في عام 2007. وقد تحدث ايضاً اضطرابات أخرى مع بعض علامات وأعراض مرض الضمور الجهازي MSA مثل مرض باركنسون، مما يجعل التشخيص أكثر صعوبة.
يمكن فقط ان يتم التشخيص النهائي بشكل مرضي (باثولوجي) على إيجاد وفرة المشتملات السيتوبلازمية الدبقية في الجهاز العصبي المركزي.

## العلاج
لم يتم اكتشاف علاج لمرض الضمور الجهازي MSA، وتشمل طريقة المعالجة على السيطرة على الأعراض.
توصى الرعاية المستمرة من طبيب أعصاب متخصص في «اضطرابات الحركة», حيث غالباَ ماتكون أعراض مرض الضمور الجهازي MSA معقدة وغير مألوفة لمحترفي الرعاية الصحية الأقل تخصصاَ.
من المشاكل الخطيرة جداً هو انخفاض ضغط الدم عند الوقوف (مع احتمال الإغماء وبالتالي الإصابة عند السقوط) والتي غالبا ما تستجيب للقِشْرانِيَّاتُ المَعْدِنِيَّة فلودروكورتيزون، اما العلاج الشائع الآخر هي اقراص ميدودرين (األفا الناهضه). وتشمل العلاجات غير الدوائية «إمالة الرأس إلى أعلى» (رفع رأس السرير كله بنحو 10 درجة) وأقراص الملح أو زيادة الملح في النظام الغذائي وتناول الكثير من السوائل وارتداء جوارب الضغط (المرنة). ومن المهم تجنب مسببات انخفاض ضغط الدم (مثل الطقس الحار والكحول والجفاف).
ويمكن ان تكون خدمات المستشفيات / الرعاية المنزلية مفيدة جدا حيث تمنع تطور الإعاقة.
يفودوبا (L-Dopa), وهو دواء يستخدم في علاج مرض باركنسون، فشل في تحسين الأعراض الباركنسونية في معظم مرضى الضمور الجهازي المتعدد MSA. وأفادت التجربة الأخيرة أن 1.5٪ فقط من مرضى الضمور الجهازي المتعدد MSA شهدوا تحسناَ بنسبة أقل من 50٪ عند أخذ يفودوبا، وكان تأثيراَ عابراً دام اقل من عام واحد. وقد اقترح ان ضعف الاستجابة إلى L-Dopa عنصر محتمل في التشخيص التفريقي لضمور الجهازي المتعدد MSA عن مرض باركنسون.
فشلت دراسة أجريت في أوروبا نوفمبر 2008 لإيجاد تأثير اقراص ريلوزول في علاج مرض الضمور الجهازي المتعدد MSA أو PSP.
واقترحت الدراسة التي اجريت في يوليو 2012 أن العلاج بالخلايا الجذعية الوسيطة يمكن أن يؤخر تطور العجز العصبي في المرضى الذين يعانون من نوع مرض الضمور الجهازي المتعدد-الدماغي مما يشير إلى ان إمكانية العلاج بالخلايا الجذعية الوسيطة مرشح لعلاج MSA.

## إعادة التأهيل
يتطلب توفر إدارة من قبل متخصصين في إعادة التأهيل (أطباء فيزائيون وأخصائي علاج طبيعي وعلاج وظيفي وعلاج النطق، وغيرها) لمشاكل المشي / الحركة والمهام اليومية ومشاكل الكلام.
فالعلاج الطبيعي يمكن أن يساعد في الحفاظ على حركة المريض ويساعد على منع التقلصات، وايضاَ يساعد تكليف المرضى في التدرب على المشي على تحسين قدرتهم على الحركة وتقليل خطر السقوط، وقد يصف أخصائي العلاج الطبيعي أيضا الوسائل المعينة على التنقل مثل العكاز أو الوكر لزيادة سلامة المريض، ويمكن ان تساعد الطرق الأخرى التي يقدمها أخصائي العلاج الطبيعي على تحسين سلامة المريض كتعليمهم كيفية التحرك والانتقال من الجلوس إلى الوقوف ببطء لتقليل خطر السقوط والحد من تأثير نقص ضغط الدم الوضعي. ويساعد أيضا تعليم كيفية ضخ الكاحل على عودة الدم في الساقين إلى الدورة الدموية. ويجب رفع رأس السرير بنسبة 8 في (20.3 سم) أثناء النوم للتحكم في نقص ضغط الدم الوضعي ويمكن أيضا استخدام ملابس الضغط المرنة.
قد يساعد معالجي الكلام واللغة في تقييم وعلاج ودعم القدرة على التحدث (التلفظ) وصعوبة البلع (عسر البلع). فالتدخل المبكر لصعوبات البلع مفيد بشكل خاص لسماح المناقشة حول أنبوبة التغذية في حال تطور المرض بشكل أكبر. ويمكن اقتراح السوائل وتعديل المواد الغذائية عند تطور المرض في مرحلة ما. وتعني التغييرات في الكلام أن هناك حاجة للتواصل البديل على سبيل المثال استخدام مساعدات التواصل أو مخططات الكلمات.
و يمكن ان يساعد أيضا الأخصائيين الاجتماعيين واخصائي العلاج الوظيفي في التعامل مع الإعاقة من خلال توفير المعدات وتكييف المنزل والخدمات لمقدمي الرعاية والحصول على خدمات الرعاية الصحية، سواء بالنسبة للشخص المصاب بالضمور الجهازي المتعدد MSA أو مقدمي الرعاية الأسرية.

## توقعات سير المرض
عادة ما يتطور مرض الضمور الجهازي المتعدد MSA بسرعة أكبر من مرض باركنسون وليس هناك خلاص من هذا المرض. متوسط العمر المتبقي بعد ظهور الأعراض لدى المرضى الذين يعانون من مرض الضمور الجهازي MSA هو 7.9 سنوات. وتتم الإعاقة لما يقرب 80٪ من المرضى في غضون خمس سنوات من ظهور الأعراض الحركية، وفقط 20٪ يبقون على قيد الحياة لمدة تقارب12 عاما، ويختلف معدل التقدم في كل حالة وقد تختلف سرعة الانخفاض على نطاق واسع لكل مريض على حدة.
حدد أوسوليفان وزملاؤه (2008) ان خلل الوظائف التلقائية المبكر تعتبر ميزة مهمة انذارية سريرية مبكرة لمرضى الضمور الجهازي المتعدد MSA الباقين على قيد الحياة. فالمرضى الذي يصاحبهم خلل حركي وخلل الوظائف التلقائية في غضون ثلاث سنوات من ظهور الأعراض لديهم مدة أقصر في البقاء على قيد الحياة، بالإضافة إلى انهم يبدأون بالاعتماد على الكرسي المتحرك ويكونون طريحي الفراش في مرحلة مبكرة من أولئك الذين تطورت عندهم الأعراض بعد ثلاث سنوات من ظهورها. وأظهرت دراستهم أيضا أنه عند المرضى الذين يعانون من خلل الوظائف التلقائية المبكر الذي يسبب السقوط المتكرر أوالذين يعتمدون على كرسي متحرك أو لديهم عسر البلع الشديد أو يحتاجون إلى رعاية سكنية، ان الفاصل الزمني بين هذه المرحلة حتى الموت قصير جداُ.

## علم الاوبئة
ويقدر معدل مرض الضمور الجهازي MSA ب 4.6 حالة لكل100,000 شخص. وهذا المرض أكثر شيوعا عند الرجال من النساء وتبين الدراسات نسب تتراوح ما بين 1.4: 1 إلى نسب تصل إلى 1.9: 1.